# دورنیه پی ۲۵۶
دورنیه پی ۲۵۶ (به انگلیسی: Dornier_P_256) یک هواگرد از نوع جنگنده شبانه ساخت شرکت دورنیه فلوکتسایک‌ورک در آلمان است. در مجموع، تعداد صفر فروند از این هواگرد ساخته شد.